# زوروفو
شهر زوروفو (به روسی: Зверево) در کشور روسیه و در اوبلاست روستوف واقع شده‌است.